# Pevensey
Pevensey é uma vila e paróquia civil no condado de East Sussex, na região sudeste da Inglaterra. O centro da vila está localizado a 8 quilômetros a nordeste de Eastbourne.